# ナース・ステーション (漫画)
『ナース・ステーション』とは、島津郷子による日本の漫画作品である。
『YOU』（集英社）にて連載され、単行本は全20巻、文庫版全12巻および「完結編」全1巻。ナース（看護婦）を題材とした漫画で、主人公の中山桂子ら大学病院に勤務する看護婦達が、生と死が交錯する病院で悩み、苦しみながら成長していく姿を描く。主に病院を舞台とした人間模様が描かれ、癒して退院してゆく患者もいる一方で患者の死が描かれることもしばしばである。また、看護婦、患者、その他の人物が絡んだ、恋愛話も描かれる。
1991年から2001年にかけて連載されたのち、2001年から2002年にかけて『新ナース・ステーション』が連載されたが、島津がパーキンソン病に罹ったために連載中断。その後、島津は脳深部刺激療法のための手術を受けて2009年に特別編を発表し、ここで島津の闘病手記も発表された。そして2010年から2011年にかけて「完結編」を連載し、『ナース・ステーション』は完結した。

## 作品解説
『ナース・ステーション』は、しばしば島津郷子の代表作の1つとして数えられる。

### 執筆経緯
『ナース・ステーション』は、元々1話のみのいわゆる読み切りの作品となる予定だった。作者の島津郷子は、病気などにある種の恐れを抱いていると本作品（単行本）の後書きなどでも述べているが、その関係で、当初は病気を扱う可能性のある作品を書こうとは思っておらず、そのような話は断っていた。この病気に対する恐怖は、おそらく幼少の頃に見たドラマ（映像作品）の影響であろうと、島津自身が分析している。
ところが、たまたま知人の看護婦の話を聞く機会があり、その話が面白かったこと。そしてそんな折に、漫画雑誌『YOU』で職業特集が組まれたため、島津が看護婦を主人公にした漫画を描くと思わず言ってしまったことから、本作は誕生した。執筆に当って取材や資料集めなどは行ったものの、1回だけで終わりにする予定だったこともあり、勉強不足であったと島津は後に後書きで述べている。具体的には、大学病院なのに小児病棟と大人の病棟が分かれていなかったり、勤務中の中山桂子の髪の長さが長過ぎたりといったことである。
1話読切だったはずの本作は読者の好評を得たため、結局『YOU』で連載が行われることとなった。連載が決まったこと自体は喜ばしい反面、病気に対する恐怖があること、また命を扱う作品であることで気が重かったということから、島津は当時の心境を後書きで「複雑な気持ちであった」と述べている。

### 読切から連載へ
漫画雑誌『YOU』での連載が決まってしまったので、島津はより取材や資料集めに力を入れた。看護婦への直接取材などはもちろんのこと、島津自身が看護婦の1日体験をしてくるといったことも行った。他、病気などに関する書籍資料を当ることもしたが、その結果、より病気が恐ろしくなり、自分の現在の症状は何かの病気ではないかと島津自身が何度も病院に足を運ぶようなこともあった。また、島津の親類がたまたま病院へ入院するということが起こり、その見舞いがてら病院の中をじっくりと観察する機会もあった。これらの結果、執筆中に多少の修正が加えられることとなり、登場人物の容姿、行動、病院の設定などが一部修正され、中山桂子の髪の長さは連載の途中でより短く修正されている。

### 連載中断と再開
単行本は全20巻であるが、20巻は竹沢裕哉が死亡した場面で終わっている。それ以降の展開は、『新ナース・ステーション』と文庫本でないと読むことができない。そして、その『新ナース・ステーション』は2002年3月に刊行された第2巻で、文庫本も2003年1月に刊行された第12巻で、渡辺淳子が来年留学から帰ってくるとの知らせが入り年が明けた場面で終わっている。この場面は2002年の初頭に漫画雑誌『YOU』で発表されたもので、ここで『ナース・ステーション』は未完のまま、8年以上の間、連載中断となった。これは、作者の島津が後に手記で明かしたところによれば、2001年の初め頃にはパーキンソン病と思われる症状が出始めていて、その後入院したためであった。パーキンソン病は神経細胞の死を原因とする進行性の疾患の1つであり、使用し始めた当初は効果を上げていたレボドパも充分に効奏しなくなったため、島津は2008年10月に脳に電極を埋め込む手術を受けることでパーキンソン病を抑えることを選択した。完結編の「あとがき」にある島津の言葉によれば、『ナース・ステーション』の執筆は、未完のままで連載中断となった段階で、すでに「ライフワークのようになっていた」ために、完結させたいと考えていたという。電極を埋め込む手術は一定の効果をあげ、これによって『ナース・ステーション』の執筆再開に道筋が付き、『YOU』の2009年18号の別冊付録で発表した手記で執筆を再開したことが記されている。

### 完結編
完結編は、漫画雑誌『YOU』の2010年18号より連載を再開し、『YOU』の2011年4号までの連載を以って完結した。ただし、完結編の「あとがき」で、準備期間と制作期間を合わせると、完結までに1年半以上かかったことが明かされている。この完結編は、中山桂子と村上慎一郎との恋愛のその後が話の主軸となっている。未完のまま中断してから執筆再開までの間に、日本の病院ではナースキャップがあまり用いられなくなったり、コンピュータを利用してのデータ管理が一般化されたなどの変化が起こっており、完結編ではそれらが反映されている。また、「看護婦」という言葉も「看護師」に置き換わったりしたことで、役職名も、例えば連載中断前は「婦長」であったものが、完結編では「師長」と置き換わっているなど、使用される言葉の変化も反映されている。そして、男性の看護師も完結編で初めて登場する。なお、『ナース・ステーション』の完結編（文庫本）が刊行されたのは、2011年4月20日である。

## 舞台
西里大学病院（にしざとだいがくびょういん）は、東京に存在するという設定の架空の大学病院（総合病院）でここを拠点として物語が展開されている。連載が続く中で、その設定が固まっていった。文庫版の後書きでは、その構造も明らかにされている。なお、連載が続くにしたがって連載開始当初とは、設定が変更された部分も存在する。
また、西里大学病院の敷地内に存在する保育園のような付属施設が話の舞台になったり、さらには、西里大学病院の外で話が展開されている部分も存在する。

## 登場人物

### 西里大学病院看護婦

#### 主要メンバー
中山桂子 （なかやま けいこ）
主人公。西里大学病院の外科に勤務する看護婦。松山出身。地元の松山看護専門学校を卒業後、中学時代に父親を亡くして以来、過干渉の傾向にある母親から逃避する意味も含め、上京し、現在の職場に就職する。感情を表に出すことなく、淡々と仕事をこなすが、仕事自体は非常に優秀で、患者、同僚からの信頼も高い。自身の恋愛については、基本的に運命論者で、「いつかきっと自分とめぐりあう誰かがこの世におり、今まだめぐりあわないのはその時機ではないから」と思っている。入院患者・村上連二郎の息子で、ニューヨーク在住の建築プロデューサー・慎一郎と知り合い、恋に落ちるが、長きにわたる遠距離恋愛、看護婦職への執着などで、最終的に別れることを選択する。その後、病院の取材を通して知り合った、写真家の竹沢裕哉とは交際に発展したものの、裕哉は、出会った時にすでに不治の病であったため、約1年で死別した。裕哉との死別の後、情緒不安定になったが、職場の同僚達や知人達に助けられながら、少しずつ立ち直ってゆく。なお、この頃、多年に渡る仕事ぶりが評価され、桂子は主任に昇進した（過去、赤坂晴子の前任者・有森主任の内科への転出の際にも主任候補に挙がったが、その時は辞退した）。
その後、院内での幾度かの異動を経たものの、桂子は再び外科に戻ってきた。そして、この時には副師長の肩書きが付いている。この後、村上連二郎が転院してきたことで、約8年ぶりに村上慎一郎と再会したものの、連二郎の退院後、間もなく慎一郎もニューヨークに帰っていった。この頃、桂子の母親が自分の知らぬ間に松山で入院しており、しかも検査結果次第では手術が必要となる状態だったことを知り愕然とする。熟慮の末、桂子は西里大学病院を辞めて松山に残してきた母親のそばにいることを決心し、東京での住居を引き払って松山の実家へと転居した。時間はかかったものの母親は無事に退院し、そんな折に松山にやってきた村上慎一郎のプロポーズを受け入れた。
渡辺淳子 （わたなべ じゅんこ）
西里大学病院の外科に勤務する看護婦。桂子の同期。福岡出身。桂子とは、西里大学病院の看護婦寮でルームメイトになって以来の仲で、お互いに認め合った親友同士。口が多少キツく、後輩看護婦から恐れられる面もあるが、仕事は安定してこなしている。物語後半、RN（登録看護婦）を目指し、アメリカに留学するが、物語の終盤では、帰国、および西里大学病院への復帰を予告する連絡を桂子にしている。アメリカ留学前、送別の意味も込め、桂子と2人で訪れた温泉地で偶然遭遇した、元入院患者・井沢からのアプローチに交際を開始するが、留学後も関係が継続しているかは不明。なお、帰国後は各地で講演を行うようになった。　
赤坂晴子 （あかさか はるこ）
西里大学病院の外科看護主任。前任者の有森の内科転出に伴い、後任としてCCU（冠状動脈疾患集中治療病棟）から外科に転属してきた。患者（特に高齢者）からの人気は絶大であるが、プライベートでは男性との交際を経験すること無く年齢を重ね、37歳まで処女を通す。従姉妹・ナオミの紹介で、ナオミの会社の同僚・服部と知り合い、言い寄られる形で交際を始めるが、次第に服部の本性に気づき、破局を迎える。物語終盤、外科看護婦長に昇進する（晴子の昇進に伴い、桂子が主任に昇進する）。恋人である竹沢裕哉の死を看取り帰国した桂子を成田空港まで迎えに行くなど、桂子の良き理解者であり、先輩である。なお、晴子は外科を離れてからも、桂子他、元外科の看護婦仲間と付き合いを持ち続けた。
芹沢渉 （せりざわ わたる）
西里大学病院の外科に勤務する看護婦。当初は、ケア方法、勤務態度をめぐり、患者からのクレーム、同僚看護婦から注意を受けても、反省せずに受け流すなど、浮いた存在だったが、心配を掛け続けてきた父親の死、その際の桂子のサポートなどで、看護婦としての態度を改め、仕事に打ち込むようになる。父親の死で天涯孤独の身の上となった後、入院してきた別所拓海と、あまりの第一印象のひどさから、当初はいがみ合うが、周囲に壁を作る拓海を気にかけているうちに好意を持つようになり、拓海の退院後に交際を始め、結婚を前提に同棲するまでになる。性格は、非常に勝ち気だが、反面非常に泣き上戸でもあり、感情が起伏するたびごとに涙を流している。退院する拓海から感謝の言葉を述べられた際、退院後、渉の誕生日にナース･ステーションを訪れた拓海から花束を贈られた際、拓海からプロポーズされた際など、自身に関係する場面は言うに及ばず、拓海と、疎遠だった拓海の父親との交流の際にも涙を流している。また、淳子のアメリカ留学時の送別会の際には、明石まりと2人で号泣していた。なお、中山桂子が副師長となっていた頃にはすでに外科にはおらず、同病院の形成外科に異動していた。
明石まり （あかし まり）
西里大学病院の外科に勤務する看護婦。浜名里美と同期。岩手出身。要領が悪く、ミスも多いものの、その懸命さは患者達も含め周囲に伝わっており、周囲からフォローされながら少しずつ成長していった。新人として西里大学病院にやってきた当初は、あまりのミスの多さに、当初は渡辺淳子からも目をつけられた。時が流れても「いつまでたっても素人っぽさが抜けない」などと評されており、ICU（集中治療部）から転属してきた千堂ゆかりの注意の標的にされたこともあった。しかし、中山桂子が主任となった頃までには、桂子にも信頼されるようになっていた。なお、中山桂子が副師長となっていた頃にはすでに外科にはおらず、同病院の小児科に異動していた。
明石は恋愛経験に乏しく、患者からの感謝の気持ちを、恋愛感情の表れと錯覚してしまうことが多い。手芸が趣味で、同僚のぬいぐるみを作り、プレゼントしたりする。1年後輩の芹沢渉とは、当初は渉にいいように便利屋使いされていたが、それでも渉の境遇に対して気にかけ続けるなどして、改心した後の渉とは良いコンビとなる。渉に負けず劣らず涙もろく、休憩所で見ていたテレビの感動的なシーンで、渉とともに泣き出してしまい、その後、お互いの泣き顔を見合って笑いあうこともあった。
浜名里美 （はまな さとみ）
西里大学病院の外科に勤務する看護婦。明石まりと同期。同期の明石とは違い、新人として西里大学病院にやってきた当初から看護婦としての仕事は着実にこなしていた。しかし、患者に嘘をつくことを嫌がり、医師の承諾を得ることなく癌患者・秋永乃里子に病状を告知してしまい、注意を受けた浜名のその後の様子を見た桂子他同僚看護婦から「（告知のことを）反省していない」と思われ、一時期信頼を失いかけたこともあった。ただ実際は告知後の秋永乃里子を見て、告知したことを非常に悔やんでおり、乃里子の死後、死化粧を施す（エンゼルケアの）際に涙ながらに謝罪していた。後に、遺族のもとを訪れて直接陳謝している。
なお、中山桂子が副師長となっていた頃にはすでに外科にはおらず、同病院の内科に異動していた。
千堂ゆかり （せんどう ゆかり）
西里大学病院の外科に勤務する看護婦。ICUから転属してきた。元々看護婦を目指すきっかけは、早くに亡くなった実母の担当看護婦にあこがれたからで、看護婦を目指すと決めた際には、その看護婦を訪れて決意を述べている。看護婦としては非常に優秀で、そのケア、的確な判断は誰しもが認めるが、自分の気持ちを素直に表現するのが苦手で、それに加えて、ICU時代と比べて緊張感の無い（とゆかりが判断している）外科の雰囲気に納得がいかない。そのため、同僚看護婦ともいさかいを起こすことも多く、正論を通そうとするあまり、淳子とたびたび対立し、とっくみあいの喧嘩をしたこともある。桂子に対しても、当初はその看護姿勢に懐疑的であったが、ゆかりのICU時代の同僚であり、現在のゆかりにとって大切な友人である相田利恵が入院してきた際に、様々なフォローをしてもらった桂子に対しては一目置くようになった。ICUからの移籍当初は徒党を組む動きを見せたが、その後は基本的に一匹狼的存在を貫く。容貌は、桂子も認める美人で、身なりについて本人もかなり気を使っているが、化粧の匂いがキツイとのクレームを一部患者からもらったこともある。
花咲千代美 （はなさき ちよみ）
西里大学病院の外科に勤務する看護婦。他の看護婦と交わることのない非常に孤立した存在。複雑な家庭環境、幼少期の体験などを背景に、同僚看護婦の中で、ほぼ唯一千代美を攻撃することのなかった桂子を目の敵にするが、後に、桂子や、同僚・玉城との交流、患者とのふれあいなどを通して精神的に成長し、心を開く。その後、外科からの転属希望を出し、結果内科へ転属し、同時に自活（一人暮らし）の道を選ぶ。外科に新人としてやってきてから2年後のことであった。なお、外科勤務時代の患者・小暮幹也とは一時期半同棲状態になっていたが、内科に転属するまでには別れており、内科に転属後しばらくしてから復縁を迫る小暮に襲われそうになるということも起きた。完結編には登場しないため、その後どうなったかは不明。
玉城友子 （たまき ともこ）
西里大学病院の外科に勤務する看護婦。千代美の同期。病院内の医師・片岡との不倫など、男性関係を噂されることもあり、多少浮いた存在。同期の千代美とはソリが合わず、揉めることも多々あったが、後に和解。物語終盤では、一人暮らしを始めた千代美のアパートに立ち寄るまでになり、元入院患者で、元半同棲相手・小暮幹也に襲われそうになった千代美の危機を救うことも。なお、中山桂子が副師長となっていた頃にはすでに外科にはおらず、同病院の内科に異動していた。

#### 物語前半に登場する看護婦
有森 （ありもり -）（名前不明）
西里大学病院の外科看護主任。プライマリ・ナースを目指し、内科に転出。入院患者・酒井に、親身のケア等を感謝され、プロポーズを受ける。酒井に前妻との子供がいる件、上記転出の件等もあり、いったんは断るものの、桂子のアドバイスもあり、後に受諾、結婚する。転出の際に、後任の主任に桂子を推薦する。
椎名晶子 （しいな あきこ）
西里大学病院の外科に勤務する看護婦。既婚者で、夫・利彦と、一人娘・玖美の3人暮らし。結婚、育児、育児の際から兆候のあった乳がん治療によるブランクを経て復帰した。ブランクを取り戻すためもあるが、非常に勉強熱心で、その気配りは初対面の患者からも驚かれるくらいである。初期の乳がんで、手術をためらう患者・大石妙子に自分の患部を見せ説得するなど、患者に対する思いも人一倍。
魚住里加 （うおずみ りか）
西里大学病院の外科に勤務する看護婦。高校時代からの恋人・神坂和史とのなれ合うような付き合いに思い悩み、いったんは別れを決意するが、妊娠や先輩看護婦・菅野のアドバイスを契機に和解し、結婚。結婚後も看護婦を続け、無事男の子を出産する。
菅野 （かんの -）（名前不明）
西里大学病院の外科に勤務する看護婦。既婚者だが、夫は大阪に単身赴任していて、一人娘の美也との2人暮らし。なお勤務中は美也を西里大学病院の敷地内にある保育園に預けている。

#### 物語後半に登場する看護婦
仁科 （にしな -）（名前不明）
西里大学病院の外科に勤務する看護婦。主任となって以降、桂子が持つ初めての部下で、国分、林和枝とは同期。花咲千代美が内科に異動した直後に、新人として西里大学病院にやってきた。ただし、臨床実習も西里大学病院で経験したため、桂子の部下となる以前から仁科は桂子を知っていた。しかし、桂子は臨床実習に来ていた仁科のことは記憶に残っていなかった。
正式に西里大学病院に来た当初は、精神的にも肉体的にも看護婦として未熟であり、例えば、桂子に付いて行った重度の床ずれを起こしていた患者の床ずれの状態を見て失神したり、車イス患者のサポートにも事欠いたりしていた。なお、完結編には登場しないため、その後仁科がどうなったかは不明である。
国分 （こくぶ -）（名前不明）
西里大学病院の外科に勤務する看護婦。主任となって以降、桂子が持つ初めての部下で、仁科、林和枝とは同期。花咲千代美が内科に異動した直後に、新人として西里大学病院にやってきた。
やや太り気味であり、減量に挑戦していたが結局断念。以降、体型のことは割り切って旺盛な食欲を発揮している。仁科と比較して体力、精神力ともに優れており、要所要所で仁科をフォローしていた。なお、完結編には登場しない。
林和枝 （はやし かずえ）
西里大学病院の外科に勤務する看護婦。主任となって以降、桂子が持つ初めての部下で、仁科、国分とは同期。花咲千代美が内科に異動した直後に、新人として西里大学病院にやってきた。
西里大学病院にやってきた時点で、小学校2年の娘・亜依を持つ、28歳の未婚の母であった。勤務自体はそつなくこなしており、主任の中山にも「仕事ができる」という評価を受けている。反面、亜依の養育と仕事の両立に悩みを抱えていた。欠勤、遅刻などが目立ち、赤坂婦長からも注意されたりしていた。なお、完結編には登場しないため、この問題がどのように処理されたのかは不明である。

### 西里大学病院看護婦（一話のみ）
佐野裕子 （さの ゆうこ）
西里大学病院の外科に勤務する看護婦。福島出身。勤務年数が3年を超え、看護婦としての岐路を迎え思い悩んでいた際に接近してきた、研修医・高石と交際するが、高石の院長令嬢との婚約成立に伴い別れを切り出され、ショックのあまり、西里病院を退職し、その足で向かった高石の部屋で睡眠薬を服用して自殺を図る。幸い命を取り留め、入院中に受けた看護婦のケアに、看護婦を目指した当時の思いを蘇らせ、実家に戻って看護婦を再開することを決意する。
立花苑子 （たちばな そのこ）
西里大学病院の外科に勤務する看護婦。裕福な家庭に育つ、人と多少感覚のズレた、お嬢様。両親の主治医の息子で本人も医師である日下と結婚。披露宴の際、苑子の思い入れのある入院患者に言及した晴子の祝辞に涙する。白衣の天使を夢見て看護婦になったこともあってか、披露宴での新郎新婦の入場では、白衣で登場する。
大場幸子 （おおば さちこ）
西里大学病院の外科に勤務する看護婦。内科から転属してきた。内科勤務時代の入院患者・恒夫に見初められ、退院後、熱烈なアプローチを受け結婚するが、結婚後は、人の愛し方を知らない恒夫のドメスティックバイオレンスに悩まされ、ある晩、ふるわれた暴力が元で頭部を強く打ちつけて意識を失い、救急病院に運ばれる羽目に陥る。程なく意識は回復し、事の重大さ、さらには幸子の存在の重大さを再認識した恒夫も改心を誓うが、耐えられなくなった幸子は、しばらく別居し、実家に帰ることを決断する。幸子自身、恒夫への思いは残っての決断であり、見送りを拒否したにもかかわらず、出発間際に現れた恒夫を見て涙していた。

### その他関係者

#### 桂子の恋人他
高杉 （たかすぎ -）（名前不明）
松山看護専門学校在籍時の桂子の臨床実習先の入院患者。不治の病である急性リンパ性白血病を病み、寛解（白血病の状態が一時的に改善すること）と再発を繰り返す。桂子の初恋の相手で、高杉自身も桂子に好意を持つ。実習終了後の桂子と再会を果たすため、危篤状態の身体で桂子の通う専門学校を訪れ、フェリー乗り場でつかの間の時を共に過ごし、唇を交わした後、息を引き取る。27歳。
村上慎一郎 （むらかみ しんいちろう）
建築プロデューサー。桂子の恋人。ニューヨーク在住。実家の建築会社（村上建設）の跡継ぎになることを嫌い、勘当された後、ニューヨークに渡る。父連二郎の入院先である、西里大学病院で桂子と知り合い、遠距離交際することになる。しかし3年後に、住む世界の違い、ロージィの存在などで結局、破局を迎える。その8年後、父連二郎が再び西里大学病院に転院したことから桂子と再会する。連二郎が西里大学病院に入院している間、桂子とは何度か会っていたものの、連二郎が退院すると、間もなくニューヨークに帰った。その後約1年かけて自身が社長を務めるニューヨークの会社を経営悪化から立て直した後、この会社は彼の友人に任せ、自らは村上建設を継ぐ形となった。ニューヨークの会社が倒産して負債を抱える心配が無くなったところで、すでに西里大学病院を辞めて松山に転居していた桂子の所に出向き、桂子にプロポーズ。桂子はこれを受け入れた。
ロージィ・アンダーソン
慎一郎の秘書。中学時代に、叔父の紹介で渡米直後の慎一郎と知り合う。知り合った当初より気になる存在であった慎一郎に近づくため、卒業後慎一郎の秘書になり、後に公私ともにパートナー的存在になる。物語後半、慎一郎の招待で渡米してきた桂子に表面上では友好的に、しかし強烈なライバル意識を燃やす。実はロージィの叔父は、慎一郎の米国でのビジネス上の恩人であり、自分は恩人の姪であるがゆえに慎一郎にパートナーとして迎えられたのでは、という負い目を感じていた。8年後に慎一郎が再び父親を見舞うために日本に行く際、彼女は慎一郎に同行し、そして桂子とも再会する。最終的にロージィの想いは実らなかった。
竹沢裕哉 （たけざわ ゆうや）
写真家。慎一郎と別れた後の桂子の恋人。看護婦の取材で西里大学病院を訪れ、そこで桂子と出会い、交際することになる。出会った時、すでに肝臓に重度の問題を抱えていたものの、彼は治療を拒否した。裕哉は終の棲家を20代で訪れたジャマイカに求め、最後の時を桂子と過ごした後、同地で亡くなった。なお、桂子と出会ってから彼が死去するまでは、約1年の期間であった。

#### 桂子の実家関係
遠野達生 （とおの たつお）
愛媛県松山市に存在するという設定の高砂第1病院の院長の息子で、同病院に勤務する医師。高校は桂子と同窓であるものの、桂子の3学年上でちょうど入れ違いとなったこともあり、在学中に面識は無かった。しかし、高砂第1病院に勤務していた戸辺みどりの持っていた、彼女の1度目の看護専門学校在学時代の写真に写っていた桂子を気に入り、桂子との見合いの段取りが進められたが、桂子に断られた。その後桂子に何度かアプローチを試み、さらに自身の勤務先の病院に入院した桂子の母親の主治医となったこともあって桂子とはある程度接近できたものの、結局、達生の片想いに終わった。
物語終盤には、女性医師・真野絢子（まや じゅんこ）と見合いの話が持ち上がり、桂子以外では珍しく実際に会ってみたいと思い、実際に見合いをし、その後は交際に発展。桂子の存在を気にした絢子から別れを切り出されるということも起こったが、桂子の後押しにより復縁した。本編中では絢子と結婚したのかどうか明記されていないものの、少なくとも結婚して子供も儲けたことが完結編で明らかになっている。
戸辺みどり （とべ みどり）
高砂第1病院に勤務する看護婦。同病院の医師の遠野達生からは「よく働く」と評価されている。
桂子、千里の高校時代からの友人で、共に松山看護専門学校に進む。専門学校1年の秋祭りの際、高校時代から好意を寄せていた元同級生・神坂に告白し、交際を始める。ほどなく神坂の子供を身ごもったことに気づくが、神坂の想いが桂子にあることを知り、自暴自棄になり、自殺を図った。一命は取り留めるも、全てのことに情熱を失い、学校も退学し、桂子や千里との関係も途絶えた。その後しばらくは精神的・肉体的に病み、入院を繰り返す状態だったが、入院時に受けた、桂子と似た印象を持つ新米看護婦の懸命のケアなどで、看護婦に対する思いを蘇らせ、24歳にして看護学校に再入学し、卒業後、現在の職場に就職するに至る。その後、桂子とは、桂子が上京後初の帰省（9年ぶり）の際に再会を果たし、友情を復活させた。神坂とは、桂子との再会の2年前より同棲を始めており、後に結婚した。なお、物語の最終版で桂子が西里大学病院を辞めて松山に帰ってきた時も、高砂第1病院に勤務していた。
千里 （- ちさと/姓不明）
桂子、みどりの高校時代からの友人。子供好きであるため小児科の看護婦を目指して、桂子達と同じく、松山看護専門学校に進んだが、臨床実習の際に遭遇した子供の死にショックを受け、看護婦の道を断念する。進路を保母に変え、資格取得までには至るが、同時期に知り合った男性と結婚し、家庭に収まる。桂子の上京後初の帰省で再会した際には、2児の母となっていた。この時は彼女もみどりの所在を知らなかったものの、桂子がみどりと再会したことで、彼女もみどりと再会した。なお、物語の最終版で桂子が西里大学病院を辞めて松山に帰ってきた後にも、桂子の家をみどりと共に訪れる場面があることなどから、この再会以降は、友人としての付き合いが続いていることが判明している。
成巳 （- なるみ/姓不明）
桂子、みどり、千里とは高校時代から友人として付き合いのある男性で、桂子の実家の近くに住んでいる。桂子の上京後初の帰省をした頃には結婚していて、この時、彼の妻がたまたま体調を崩し、その状態を診た桂子が病院で検査するように助言し、たまたま高砂第1病院で治療を受けたことが、この時までに同病院に勤務していた戸辺みどりとの再会につながった。なお、物語の最終版で桂子が西里大学病院を辞めて松山に帰ってきた後にも、友人としての付き合いが続いていることが判明している。

#### 西里大学病院入院患者他
秋永乃里子 （あきなが のりこ）
西里大学病院外科の入院患者。十二指腸潰瘍の名目で入院するが、実は悪性腫瘍を患っていた。勤務先の先輩、川原和人と婚約中であったが、病状の悪化に伴い式場はキャンセルするも、周囲の励ましで病院内で和人と式を挙げる。挙式後、いったん帰宅を許されるが、ほどなく再度入院。闘病むなしく23歳を前にして亡くなる。
相田利恵 （あいだ りえ）
過去に西里大学病院に看護婦として勤務していたことがあり、千堂ゆかりとは同期で、この頃からこの2人は友人であった。ちなみに、千堂は中学生の時に母親と死別しているが、相田は高校生の時に母親と死別している。
千堂が同病院の外科に異動した後、久々に会った千堂に貧血になっているのではないかと指摘されており、その後倒れて西里大学病院に入院してきた。そしてこのことが、千堂と中山桂子との関係を変化させるきっかけとなった。なお、相田は急性骨髄性白血病であり、化学療法による副作用に苦しんだものの、その治療は功を奏し、一命は取り留めた。
小池美春 （こいけ みはる）
西里大学病院外科の入院患者・定子の娘。定子とは、子供のころに生き別れ、その後は一度も会うことなく育つ。西里に入院した時点で定子は末期の直腸がんであり、死ぬ前に美春に会いたいとの要望を受けた桂子の捜索により、出会う直前まで至るが、結局再会までは果たせずに終わる。定子の死後、遺物を桂子から渡され、定子が、生き別れて以降、毎年自分に対してプレゼントを用意してきたことを知り、定子をしのぶ。桂子の捜索当時は水商売をしていたが、定子の言葉を病室の前で密かに聞いたことで考えを変えて転職。この転職先の会社社長・水谷知也とできちゃった結婚し、西里大学病院で出産する。出産後、同様に母親との縁の薄い同病院の看護婦の芹沢に、自分の経験、思いを話して聞かせたことが、その後の芹沢に影響を与えた。
谷村有紀 （たにむら ゆき）
西里大学病院外科の入院患者。いわゆるコギャル。援助交際の結果、子宮外妊娠してしまい、西里大学病院に運ばれてきた。元々自分から進んで援助交際を始めたわけではないが、無意識のうちに感じているさみしさや精神的な渇きからくる心の空洞、疎外感への恐怖などから援助交際をしていた模様。親に対しても含め、周囲に気を使うあまり、平気を装っていたが、口うるさい入院患者の中傷に深く傷付き、病院から逃げ出す。元々、押し付けがましいことを口にしない桂子に対しては心を開いており、逃げ出した際も、迎えにきた桂子に感情を吐露した後、付き添われるように病院に戻る。同時期、外科に入院していた大学生・反川と交流することで、今までの自分とは異なる価値観を持つ反川に淡い好意を覚え、将来に対する新しい夢を見定め始め、そして無事に退院していった。
別所拓海 （べっしょ たくみ）
西里大学病院外科の入院患者。別所拓海を名乗って入院してきたものの、彼の本名は大友拓海（おおとも たくみ）で、別所の姓は実母の旧姓である。拓海の父親が愛人を作り、その頃に実母を亡くし、父親は愛人と再婚。こうしてできた義理の母親とは相性が悪く、腹違いの兄弟ができると義理の母親の愛情は彼女の実子に向く。それを見て見ぬふりをしていた父親に対してもさらなる不信感を抱き、高校1年で家を飛び出して以来、母方の祖母と生活をしていた。その後、祖母の死に伴い、当時交際のあった女性と同棲をするに至ったが、潰瘍性大腸炎を患い、西里大学病院に入院した。
非常に美形だが、入院当初は他の入院患者となじもうとせず、浮いた存在に。入院前に病気の症状を誤解した同棲相手に姿をくらまされるなど、人生に対して屈折した思いを持っており、それが他の入院患者となじもうとしない主な原因だった。また出会いの際の印象から、同病院の看護婦の芹沢とは非常に相性が悪かった。しかし、後に芹沢の思いを知り、交際することになり、さらに同棲をするまでに至る。なお父親とは、家を飛び出して以来10年以上音信不通状態だったが、自身の病気をめぐる父親との再会や、芹沢の橋渡し等で徐々に関係を修復してゆき、彼のこの姿がその後の芹沢に影響を与えた。

## その他
島津郷子のブログ『島津郷子 私のパーキン生活』の一番上に表示されている絵は、2015年時点では本作品のキャラクターの絵であった。その後、2016年12月に出版された島津の『漫画家、パーキンソン病になる。』の絵に差し替えられた。